# Palinaspis lobulata
Palinaspis lobulata är en insektsart som beskrevs av Ferris 1941. Palinaspis lobulata ingår i släktet Palinaspis och familjen pansarsköldlöss.
Artens utbredningsområde är Panama. Inga underarter finns listade i Catalogue of Life.